# Данилович, Григорий Григорьевич
Григо́рий Григо́рьевич Данило́вич (1825—1906) — воспитатель последнего русского царя Николая II, генерал от инфантерии.

## Биография
Григорий Данилович происходил из дворянского рода Даниловичей Черниговской губернии.
Общее образование получил в Полоцком кадетском корпусе. В 1843 году был выпущен из Дворянского полка в Литовский лейб-гвардии полк. В 1845 году поступил в Михайловскую артиллерийскую академию, которую окончил по второму разряду.
С марта 1848 года по октябрь 1850 года был учителем в Дворянском полку; затем — помощником начальника отделения штаба военно-учебных заведений.
В период август 1854 — июль 1863 года он — инспектор классов, а в июле 1863 — июне 1866 года — директор 2-го кадетского корпуса. 
С 28 октября 1866 года — генерал-майор. В 1866—1877 годах Григорий Григорьевич Данилович — директор 2-й Петербургской военной гимназии, как стал именоваться кадетский корпус. Благодаря усилиям Г. Г. Даниловича и М. С. Лалаева при гимназии были учреждены педагогические курсы. На протяжении ряда лет являлся членом комитета литературного фонда. С апреля 1877 года — член Главного военно-учебного комитета. 1 января 1878 года произведён в генерал-лейтенанты.
С 25 февраля 1881 года по 20 октября 1894 года Г. Г. Данилович служил воспитателем великих князей Николая и Георгия Александровичей. В 1881 году был назначен генерал-адъютантом.
В 1892 году был произведён в генералы от инфантерии. 4 января 1895 года был удостоен звания генерала, состоящего при Особе Его Величества.
Григорий Григорьевич Данилович умер в 1906 году.